# کدری بحرانی

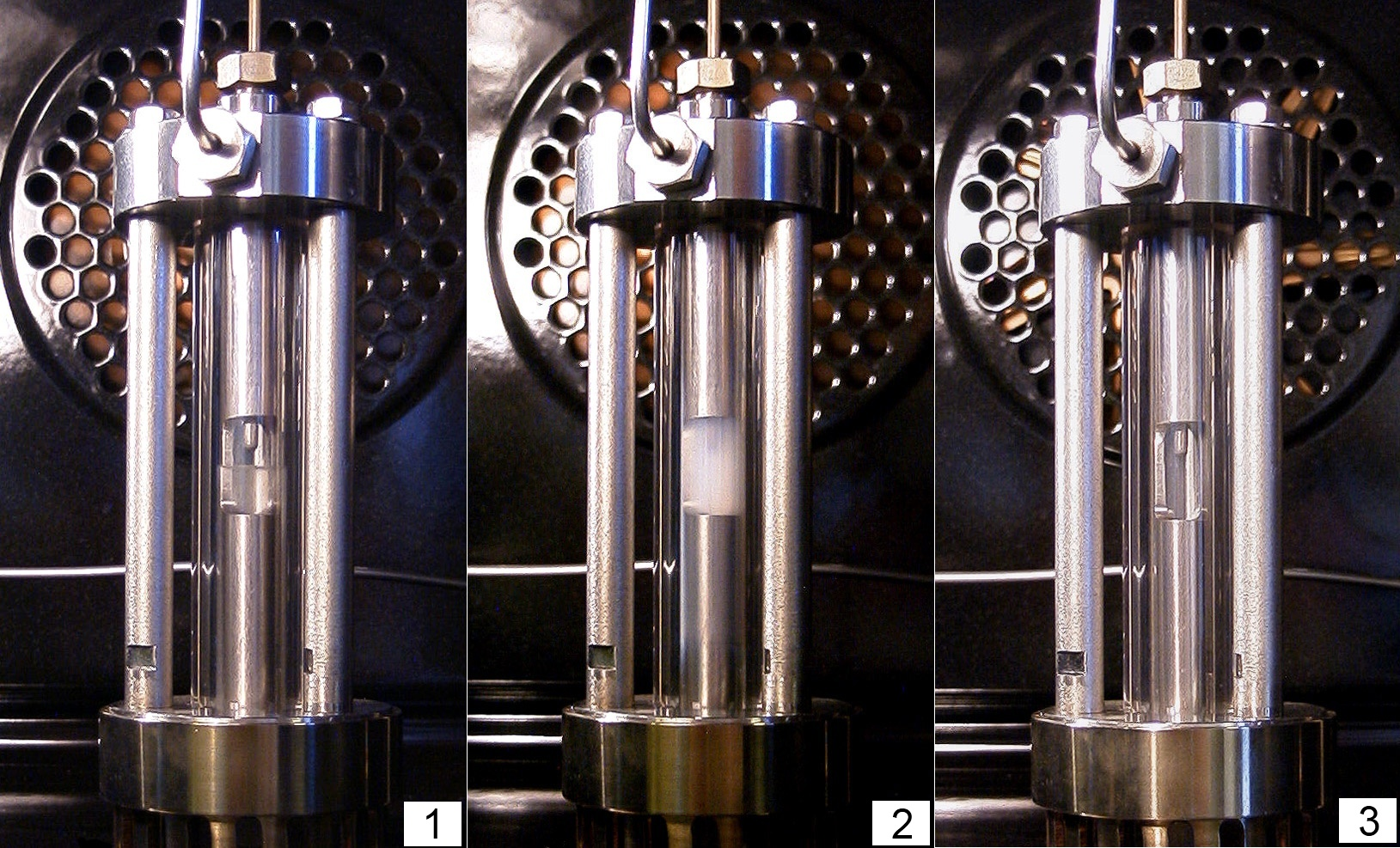
توالی چپ به راست گرم شدن توده اتان در یک حجم ثابت. در پانل مرکزی، میزان کدری بحرانی دیده می‌شود.

کدری بحرانی پدیده ای است که در منطقه یک گذار فاز مداوم یا مرتبه دوم به‌وجود می‌آید. در اصل توسط چارلز کاگنارد د لا تور در سال ۱۸۲۳ در مخلوط‌های الکل و آب گزارش شد، اهمیت آن توسط توماس اندروز در سال ۱۸۶۹ به دنبال آزمایش‌ها وی در مورد انتقال گاز مایع در کربن دی‌اکسید شناخته شد، از آن زمان نمونه‌های دیگری کشف شده‌است. این پدیده معمولاً در مخلوط‌های مایع دوتایی مانند متانول و سیکلوهگزان نشان داده می‌شود. با نزدیک شدن به نقطه بحرانی، اندازه‌های منطقه گاز و مایع شروع به نوسان می‌کنند.
در سال ۱۹۰۸، ماریان اسمولوخوفسکی، فیزیکدان لهستانی اولین کسی بود که پدیده کدری بحرانی را به نوسانات چگالی زیاد نسبت داد. در سال ۱۹۱۰ آلبرت انیشتین نشان داد که رابطه بین چشمه بحرانی و پراکندگی رایلی کمی است .